# Efferia pilosula
Efferia pilosula är en tvåvingeart som först beskrevs av Stanley Willard Bromley 1929.  Efferia pilosula ingår i släktet Efferia och familjen rovflugor.
Artens utbredningsområde är Kuba. Inga underarter finns listade i Catalogue of Life.